# Iktus
Iktus, hjärtljud, är inom medicinen hjärtats slag mot bröstväggen. 
Hjärtats slag kan man palpera samt höra med stetoskop. Det finns två normala hjärtljud. Det första uppstår när förmaksklaffarna stängs, och markerar när systolefasen inleds, och det andra när kammarklaffarna stängs och systole avslutas. Därutöver kan det uppstå patologiska biljud (även benämnt blåsljud), exempelvis om klaffarna inte sluter tätt.